# Jardim do Paço Episcopal

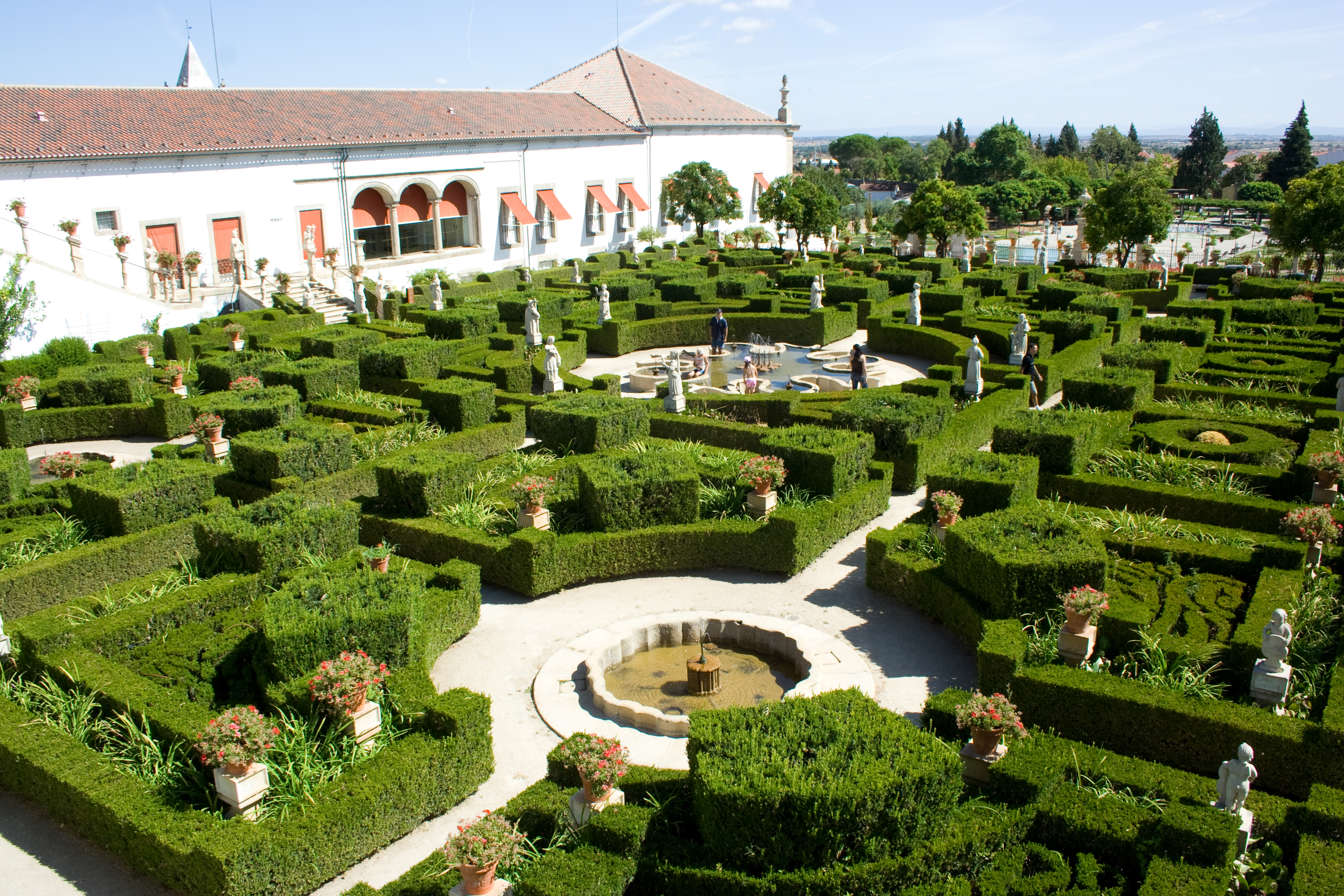
Overzicht van de tuin

Jardim do Paço Episcopal betekent letterlijk "De tuin van het bisschoppelijke paleis" en bevindt zich in Castelo Branco in Portugal naast het oude paleis van de bisschop.
De barokke tuin is aangelegd in de 18e eeuw in opdracht van bisschop João de Mendonça.